# Fenómeno del corredor de la muerte
El fenómeno del corredor de la muerte, también conocido como el síndrome del corredor de la muerte es un término usado para referirse a la angustia emocional sentida por presos en la celda de los condenados a muerte. Las preocupaciones por la ética de infligir esta angustia sobre presos han conducido a algunas preocupaciones legales por la constitucionalidad de la pena de muerte en los Estados Unidos y otros países.
Con respecto al uso de aislamiento con presidiarios condenados a muerte, el fenómeno del corredor de la muerte y el síndrome del corredor de la muerte son dos conceptos que ganan terreno. Harrison y Tamony  definen este fenómeno como los efectos dañinos de condiciones de celda de los condenados a muerte, mientras el síndrome del corredor de la muerte es la manifestación consiguiente de la enfermedad psicológica que puede ocurrir como consecuencia del fenómeno del corredor de la muerte en los condenados a muerte.

## El fenómeno
Según algunos psiquiatras, el resultado de ser confinado  al corredor de la muerte durante un largo período de tiempo, incluyendo los efectos de saber que uno morirá sin previo anuncio y las condiciones de vida, pueden provocar delirios y tendencias suicidas en un individuo y pueden causar locura a un grado peligroso.
La teoría del fenómeno del corredor de la muerte puede ser remontada hasta 1989, cuando la Corte Europea de Derechos Humanos acordó que pobres condiciones en el corredor de la muerte en Virginia debe significar que un fugitivo no debe ser extraditado a los Estados Unidos a menos que los Estados Unidos estuvieran de acuerdo en que el fugitivo no sería ejecutado debe él o ella estar convicto.
Además, el número de años que el fugitivo estaría en la celda de condenados a muerte fue considerado problemático. El caso es conocido como Soering v. United Kingdom. Antes, sin embargo, en 1950, un juicio en la Corte Suprema de los Estados Unidos en "Solesbee v. Balkcom" comentó que "el inicio de la locura esperando la ejecución de la pena de muerte no es un fenómeno raro". A menudo el fenómeno del corredor de la muerte de los condenados, es el resultado de una prolongada permanencia en el corredor de la muerte, es un resultado involuntario de los largos procedimientos usados en la tentativa de asegurar que la pena de muerte sea aplicada sólo al culpable.